# David Hitchcock (producer)
David Hitchcock is een Brits muziekproducent. Hitchcock produceerde binnen het genre symfonische rock. Hij was bijna vaste man bij Decca en Deram, maar produceerde bijvoorbeeld ook het album Foxtrot van Genesis.

## Discografie
- Marillion – Market Square Heroes
- Genesis – Foxtrot
- Caravan -  diverse albums
- Camel – diverse albums
- Walrus - enige album
- Curved Air – Live
- Mellow Candle – Swaddling Songs